# Hataz von Axum

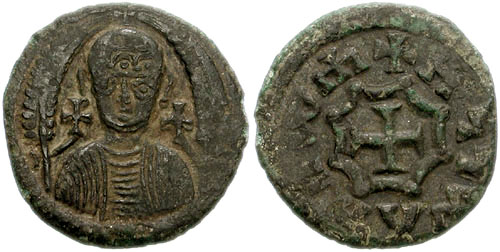
Münze des Hataz

Hataz (auch Iathlia genannt) war ein christlicher König des Aksumitischen Reiches in Afrika, der am Ende des sechsten Jahrhunderts regierte und der bisher nur von seinen Münzen bekannt ist. Diese zeigen ihn auf der Vorderseite meist in der Vorderansicht und auf dem Revers ein Kreuz. Die Legenden lauten König Hataz und Gnade für das Volk, meist auf Altäthiopisch.